# Linea BMT Sea Beach
La linea BMT Sea Beach è una linea, intesa come infrastruttura, della metropolitana di New York situata a Brooklyn. L'unico services che attualmente la utilizza è la linea N.

## Percorso
|  | Continuation backward |

| Unknown route-map component "utCONTgq" | Unknown route-map component "mKRZu" + Unknown route-map component "PORTALlr" | Unknown route-map component "utABZq+l" | Unknown route-map component "utCONTfq" |  |

|  | One way leftward | Unknown route-map component "umKRZo" + Unknown route-map component "PORTALg" + Unknown route-map component "lCSTRa@f" | Unknown route-map component "STR+r" |  |

|  |  | Unknown route-map component "uCHST" | Straight track |  |

|  |  | Unknown route-map component "uCHST" | Straight track |  |

| Unknown route-map component "uhSTR+l" | Unknown route-map component "uhSTRq" | Unknown route-map component "uCSTR" + Unknown route-map component "lhMSTRq" + Unknown route-map component "uHSTq" | Unknown route-map component "STR2" + Unknown route-map component "lhMSTRq" + Urban transverse track | Unknown route-map component "STRc3" + Unknown route-map component "uhCONTfq" |

| Unknown route-map component "uhLSTR" |  | Unknown route-map component "uCHST" | Unknown route-map component "STRc1" | Unknown route-map component "CONT4" |

|  |  | Unknown route-map component "uCHST" |

|  |  | Unknown route-map component "uCHST" |

|  |  | Unknown route-map component "uCHST" |

|  |  | Unknown route-map component "uCHST" |

| Unknown route-map component "uhLSTR" |  | Unknown route-map component "uCHSTe" |  |  |

| Unknown route-map component "uhABZgl+l" | Unknown route-map component "uhSTRq" | Unknown route-map component "uKRZh" | Unknown route-map component "uhSTR+r" |  |

| Unknown route-map component "uhSTR" |  | Unknown route-map component "uKRWgl" | Unknown route-map component "uKRWg+r" + Unknown route-map component "lhSTRe@g" |  |

| Unknown route-map component "uhSTR" | Unknown route-map component "uKDSTa" | Urban straight track | Urban non-passenger station/depot on track |  |

| Unknown route-map component "uhSTR" | Urban straight track | Unknown route-map component "uKRWg+l" | Unknown route-map component "uKRWr" |  |

| Unknown route-map component "uhSTRl" | Unknown route-map component "uABZql" | Unknown route-map component "uABZg+r" + Unknown route-map component "lhSTRa@f" |  |  |

|  |  | Unknown route-map component "uhACC" |

|  |  | Unknown route-map component "uhABZgl" | Unknown route-map component "uhCONTfq" |  |

|  |  | Unknown route-map component "uhSTRl" | Unknown route-map component "uhCONTfq" |  |